# Port lotniczy Rangun
Port lotniczy Rangun (IATA: RGN, ICAO: VYYY) – międzynarodowy port lotniczy położony 15 km na północ od centrum Rangunu w Mingaladon. Jest największym portem lotniczym w Mjanmie.
Stary terminal lotniska jest używany wyłącznie do lotów krajowych, a nowy terminal, działający od maja 2007 r., obsługuje loty międzynarodowe. Lotnisko może obsłużyć 2,7 mln pasażerów rocznie, obsługując 800 tys. pasażerów w międzynarodowym ruchu i 1,2 miliona pasażerów w ruchu krajowym w 2006 roku. Wszystkie pięć przewoźników Mjanmy i około 16 międzynarodowych linii lotniczych obsługują obecnie Port lotniczy Rangun.

## Historia
Lotnisko zostało zbudowane na terenie dawnego lotniska z II wojny światowej w 1947 roku przez Calcutta Metropolitan Airports Authority. Po okresie uważanym za najlepsze lotnisko w Azji Południowo-Wschodniej, lotnisko popadło w ruinę i było przez dziesięciolecia niszczone i przestarzałe.
Programu modernizacji rozpoczęto w kwietniu 2003 r. Do tej pory wybudowano nowy terminal i rozbudowano (3414 m) pas startowy. Został zaprojektowany przez Wydział Rozwoju lotniska CPG Corporation of Singapore i wykonane przez Asia World, wiodącą formą budowlaną z Mjanmy, kosztem 13,3 mln dolarów, nowy terminal może obsłużyć 900 pasażerów przylatujących i 900 odlatujących pasażerów jednocześnie. Ogólna konstrukcja i detale zostały przeprowadzone w celu spełnienia standardów IATA oraz zgodnie ze standardami bezpieczeństwa ICAO kosztem 30 milionów dolarów. Inne ważne funkcje to:
- Wydzielono osobne piętra dla pasażerów przylatujących i odlatujących dla zmniejszenia zatłoczenia
- Zautomatyzowany system obsługi bagażu, zintegrowane systemu odprawy
- Cztery rękawy, zdolne do obsługi czterech Boeingów 747
- Specjalne pomieszczenia do wykorzystania przez urzędników rządowych i ludzi biznesu
- Dwupiętrowy parking z miejscami dla 340 pojazdów.

## Linie lotnicze i połączenia
- Air Bagan (Bagan, Dawei, Heho, Kawthaung, Kalaymyo, Kyaing Tong, Lashio, Myeik, Mandalaj, Myitkyina, Naypyidaw, Pathein, Putao, Sittwe, Tachilek, Thandwe, Phuket, Chiang Mai)
- Air China (Pekin-Capital, Kunming)
- Air India (Kalkuta)
- Air KBZ (Bagan, Mandalaj, Myeik, Heho)
- Air Mandalay (Bagan, Heho, Kyaingtong, Mandalaj, Naypyidaw, Sittwe, Tachileik, Thandwe, Chiang Mai)
- Asian Wings Airways (Bagan, Mandalaj, Heho)
- AirAsia (Bangkok-Suvarnabhumi, Kuala Lumpur)
- Bangkok Airways (Bangkok-Suvarnabhumi)
- Bismillah Airlines (Dhaka)
- China Airlines (Tajpej-Taoyuan)
- China Eastern Airlines (Kunming, Nanning)
- China Southern Airlines (Kanton)
- Jetstar Asia (Singapur)
- Malaysia Airlines (Kuala Lumpur)
- Myanma Airways (Pathein, Dawei, Heho, Kawthaung, Kyaukphyu, Loikaw, Mandalaj, Mawlamyaing, Myeik, Nyaung-U, Sittwe, Thandwe)
- Myanmar Airways International (Bangkok-Suvarnabhumi, Gaya [sezonowo], Kanton, Kuala Lumpur, Phnom Penh, Siem Reap, Singapur)
- Nok Air (Bangkok-Don Mueang
- SilkAir (Singapur)
- Thai AirAsia (Bangkok-Don Mueang)
- Thai Airways International (Bangkok-Suvarnabhumi)
- Vietnam Airlines (Hanoi, Ho Chi Minh)
- Yangon Airways (Bagan, Dawei, Heho, Kengtung, Mandalaj, Myeik, Myitkyina, Naypyidaw, Tachileik)

### Cargo
- Myanmar Airways International (Phnom Penh, Siem Reap)